# El llarg hivern
El llarg hivern (comercialitzada en castellà com El largo invierno i en francès com Le Long hiver de 39) és una pel·lícula de coproducció hispano-francesa del 1992 dirigida per Jaime Camino ambientada en els darrers mesos de la guerra civil espanyola i la postguerra a Barcelona que reflecteix la divisió d'una família de burgesos catalans a través dels ulls del majordom. El guió fou escrit per Jaime Camino, Juan Marsé, Manuel Gutiérrez Aragón, Román Gubern i Nicholas Bernheim, i segons Camino, volia continuar el que havia deixat a Les llargues vacances del 36. Ha estat traduïda al català. Fou produïda per Tibidabo Films amb participació de Televisió de Catalunya.

## Sinopsi
Gener del 1939. Barcelona és bombardejada sistemàticament per les tropes de l'Exèrcit Nacional de Francisco Franco, que és a punt d'ocupar la ciutat. La família Casals és dividida: d'una banda, Casimiro és el ric que s'ha vist obligat a fugir i abandonar la mansió familiar, la Casa de les Mimoses, per haver donat suport al cop d'estat. De l'altra, el seu germà Jordi, funcionari destacat del govern de la Generalitat, que s'ha fet càrrec de la mansió, on hi treballa Claudio, fidel majordom d'origen italià. Quan les tropes franquistes entren a Barcelona Casimiro recupera el control de la casa i Jordi és tancat a la presó. D'altra banda, el metge vidu Ramon Casals viu una història d'amor amb una periodista estatunidenca.

## Repartiment
- Vittorio Gassman - Claudio
- Jacques Penot... Ramon Casals
- Elizabeth Hurley... Emma Stapleton
- Jean Rochefort... Jordi Casals
- Adolfo Marsillach... Casimiro Casals
- Asunción Balaguer... Assumpta de Casals
- Teresa Gimpera... Lola de Casals
- Ramon Madaula... 'Simi' Casals
- Àlex Casanovas... Fernando Casals
- Judit Mascó... 	Mercedes Casals
- Sergi Mateu... Ramon Casals Jr
- Sílvia Munt... Amèlia
- José Luis López Vázquez... Tío Paco

## Producció
La pel·lícula vol començar allà on hi va deixar el director a Les llargues vacances del 36 mostrant la divisió ideològica d'una família de l'alta burgesia catalana vista des dels ulls suposadament imparcials d'un majordom italià, el que serveix per cercar l'objectivitat. Tot i gaudir d'un pressupost generós, que li va permetre comptar amb un repartiment internacional i mostrar espectaculars escenes bèl·liques, no va acabar de funcionar a la taquilla.

## Premis
Fou estrenada com a part de la selecció oficial el 42è Festival Internacional de Cinema de Berlín. Als X Premis de Cinematografia de la Generalitat de Catalunya va rebre el premi al millor llargmetratge, al millor guió i a la millor música. Per contra, Judit Mascó va rebre un dels Premis YoGa a la pitjor actriu.